# Rue du Loiret
La rue du Loiret  est une voie située dans le quartier de la Gare du 13e arrondissement de Paris.

## Origine du nom
L'origine de son nom renvoie au département du Loiret en raison du voisinage du chemin de fer qui le desservait. 

## Historique
Cette voie initialement de la commune d'Ivry, qui est indiquée comme chemin sur le plan de Roussel de 1730, prend le nom de « rue de la Belle-Épine » avant de faire partie du « chemin du Chevaleret » dont elle fut détachée en 1869 après son classement dans la voirie de Paris pour prendre son nom actuel par un arrêté du 3 septembre 1869. 
En 2010, la rue est profondément restructurée avec les travaux entrepris dans la zone.

## Bâtiments remarquables et lieux de mémoire

### Au cinéma
La rue a servi de lieu de tournage au film Le Samouraï (1967) de Jean-Pierre Melville, avec Alain Delon.